# Groupe B de la Coupe d'Afrique des nations de football 2017
 (novembre 2022).
Navigation
- A
- B
- C
- D

- Quarts
- Demies
- Finale

Le groupe B de la CAN 2017, qui se dispute au Gabon du 14 janvier au 5 février 2017, comprend quatre équipes dont les deux premières se qualifient pour les quarts de finale de la compétition.
Le tirage au sort est effectué le 19 octobre 2016 à Libreville. Le groupe B est constitué de l'Algérie, de la Tunisie, du Sénégal et du Zimbabwe.

## Classement
| Rang | Équipe   | Pts | J | G | N | P | Bp | Bc | Diff |
| ---- | -------- | --- | - | - | - | - | -- | -- | ---- |
| 1    | Sénégal  | 7   | 3 | 2 | 1 | 0 | 6  | 2  | +4   |
| 2    | Tunisie  | 6   | 3 | 2 | 0 | 1 | 6  | 5  | +1   |
| 3    | Algérie  | 2   | 3 | 0 | 2 | 1 | 5  | 6  | -1   |
| 4    | Zimbabwe | 1   | 3 | 0 | 1 | 2 | 4  | 8  | -4   |

     Équipes directement qualifiées ; Pts : points ; J : matchs joués ; G : matchs gagnés ; N : matchs nuls ; P : matchs perdus ;

Bp : buts pour ; Bc : buts contre ; Diff : différence de buts.

## 1rejournée

### Algérie - Zimbabwe
| Match 3                                                | Algérie        | 2 - 2   | Zimbabwe                          | Stade de Franceville, Franceville |                                   |
| 15 janvier 2017 · 17 h WAT · Historique des rencontres | Mahrez 12e 82e | (1 - 2) | 17e Mahachi · 29e (pen.) Mushekwi | Arbitrage : Bamlak Tessema Weyesa | Arbitrage : Bamlak Tessema Weyesa |
| 15 janvier 2017 · 17 h WAT · Historique des rencontres | Rapport        |         |                                   | Arbitrage : Bamlak Tessema Weyesa | Arbitrage : Bamlak Tessema Weyesa |

| Algérie | Zimbabwe |

| Algérie :       |    |                        |  |     |     |
|                 |    |                        |  |     |     |
| Gardien de but  | 23 | Raïs M'Bolhi           |  |     |     |
|                 | 2  | Aïssa Mandi            |  |     |     |
|                 | 3  | Faouzi Ghoulam         |  |     |     |
|                 | 7  | Riyad Mahrez           |  |     |     |
|                 | 10 | Nabil Bentaleb         |  |     |     |
|                 | 11 | Yacine Brahimi         |  |     |     |
|                 | 13 | Islam Slimani          |  |     |     |
|                 | 15 | El Arabi Hilal Soudani |  |     | 78e |
|                 | 17 | Adlène Guedioura       |  |     |     |
|                 | 20 | Mokhtar Belkhiter      |  | 28e | 46e |
|                 | 21 | Ramy Bensebaini        |  |     |     |
| Remplaçants :   |    |                        |  |     |     |
|                 | 22 | Mohamed Rabie Meftah   |  |     | 46e |
|                 | 18 | Rachid Ghezzal         |  |     | 78e |
| Sélectionneur : |    |                        |  |     |     |
| Georges Leekens |    |                        |  |     |     |

| Zimbabwe :      |    |                    |  |     |     |
|                 |    |                    |  |     |     |
| Gardien de but  | 16 | Tatenda Mkuruva    |  |     |     |
|                 | 2  | Costa Nhamoinesu   |  |     |     |
|                 | 3  | Danny Phiri        |  |     |     |
|                 | 4  | Hardlife Zvirekwi  |  |     |     |
|                 | 5  | Elisha Muroiwa     |  |     |     |
|                 | 6  | Onismor Bhasera    |  |     |     |
|                 | 9  | Nyasha Mushekwi    |  |     | 78e |
|                 | 10 | Kudakwashe Mahachi |  |     |     |
|                 | 14 | Willard Katsande   |  |     |     |
|                 | 17 | Knowledge Musona   |  |     | 12e |
|                 | 20 | Khama Billiat      |  |     |     |
| Remplaçants :   |    |                    |  |     |     |
|                 | 7  | Matthew Rusike     |  | 38e | 12e |
|                 | 13 | Cuthbert Malajila  |  |     | 78e |
| Sélectionneur : |    |                    |  |     |     |
| Callisto Pasuwa |    |                    |  |     |     |

| Assistants : Jean-Claude Birumushahu Aboubacar Doumbouya Quatrième arbitre : Denis Dembele Homme du match : Riyad Mahrez |

### Tunisie - Sénégal
| Match 4                                                | Tunisie | 0 - 2   | Sénégal                     | Stade de Franceville, Franceville |                         |
| 15 janvier 2017 · 20 h WAT · Historique des rencontres |         | (0 - 2) | 10e (pen.) Mané · 30e Mbodj | Arbitrage : Sidi Alioum           | Arbitrage : Sidi Alioum |
| 15 janvier 2017 · 20 h WAT · Historique des rencontres | Rapport |         |                             | Arbitrage : Sidi Alioum           | Arbitrage : Sidi Alioum |

| Tunisie | Sénégal |

| Tunisie :         |    |                       |  |    |     |
|                   |    |                       |  |    |     |
| Gardien de but    | 16 | Aymen Mathlouthi      |  |    |     |
|                   | 2  | Syam Ben Youssef      |  |    |     |
|                   | 3  | Aymen Abdennour       |  | 9e |     |
|                   | 7  | Youssef Msakni        |  |    |     |
|                   | 8  | Hamza Lahmar          |  |    |     |
|                   | 9  | Ahmed Akaichi         |  |    | 64e |
|                   | 12 | Ali Maaloul           |  |    |     |
|                   | 13 | Ferjani Sassi         |  |    |     |
|                   | 15 | Larry Azouni          |  |    | 46e |
|                   | 21 | Hamdi Nagguez         |  |    |     |
|                   | 23 | Naïm Sliti            |  |    |     |
| Remplaçants :     |    |                       |  |    |     |
|                   | 10 | Wahbi Khazri          |  |    | 46e |
|                   | 11 | Taha Yassine Khenissi |  |    | 64e |
| Sélectionneur :   |    |                       |  |    |     |
| Henryk Kasperczak |    |                       |  |    |     |

| Sénégal :       |    |                      |  |     |     |
|                 |    |                      |  |     |     |
| Gardien de but  | 1  | Abdoulaye Diallo     |  |     |     |
|                 | 2  | Kara Mbodj           |  |     |     |
|                 | 3  | Kalidou Koulibaly    |  | 41e |     |
|                 | 4  | Cheikh M'Bengue      |  | 36e |     |
|                 | 5  | Idrissa Gueye        |  |     |     |
|                 | 8  | Cheikhou Kouyaté     |  |     | 88e |
|                 | 9  | Mame Biram Diouf     |  |     |     |
|                 | 10 | Sadio Mané           |  |     |     |
|                 | 17 | Papa Alioune N'Diaye |  |     | 72e |
|                 | 20 | Keita Baldé Diao     |  |     | 62e |
|                 | 21 | Lamine Gassama       |  |     |     |
| Remplaçants :   |    |                      |  |     |     |
|                 | 18 | Ismaïla Sarr         |  |     | 62e |
|                 | 22 | Henri Saivet         |  |     | 72e |
|                 | 15 | Papakouli Diop       |  |     | 88e |
| Sélectionneur : |    |                      |  |     |     |
| Aliou Cissé     |    |                      |  |     |     |

| Assistants : Evarist Menkouandé Elvis Noupue Quatrième arbitre : Mahamadou Keita Homme du match : Abdoulaye Diallo |

## 2ejournée

### Algérie - Tunisie
| Match 11                                               | Algérie     | 1 - 2   | Tunisie                            | Stade de Franceville, Franceville |                             |
| 19 janvier 2017 · 17 h WAT · Historique des rencontres | Hanni 90+1e | (0 - 0) | 50e (csc) Mandi · 66e (pen.) Sliti | Arbitrage : Bernard Camille       | Arbitrage : Bernard Camille |
| 19 janvier 2017 · 17 h WAT · Historique des rencontres | Rapport     |         |                                    | Arbitrage : Bernard Camille       | Arbitrage : Bernard Camille |

### Sénégal - Zimbabwe
| Match 12                                               | Sénégal              | 2 - 0   | Zimbabwe | Stade de Franceville, Franceville |                            |
| 19 janvier 2017 · 20 h WAT · Historique des rencontres | Mané 9e · Saivet 14e | (2 - 0) |          | Arbitrage : Redouane Jiyed        | Arbitrage : Redouane Jiyed |
| 19 janvier 2017 · 20 h WAT · Historique des rencontres | Rapport              |         |          | Arbitrage : Redouane Jiyed        | Arbitrage : Redouane Jiyed |

## 3ejournée

### Sénégal - Algérie
| Match 19                                               | Sénégal            | 2 - 2   | Algérie         | Stade de Franceville, Franceville |                          |
| 23 janvier 2017 · 20 h WAT · Historique des rencontres | Diop 44e · Sow 54e | (1 - 1) | 10e 52e Slimani | Arbitrage : Joshua Bondo          | Arbitrage : Joshua Bondo |
| 23 janvier 2017 · 20 h WAT · Historique des rencontres | Rapport            |         |                 | Arbitrage : Joshua Bondo          | Arbitrage : Joshua Bondo |

### Zimbabwe - Tunisie
| Match 20                                               | Zimbabwe               | 2 - 4   | Tunisie                                                   | Stade de l'Amitié, Libreville |                           |
| 23 janvier 2017 · 20 h WAT · Historique des rencontres | Musona 42e · Ndoro 58e | (1 - 4) | 10e Sliti · 22e Msakni · 36e Khenissi · 45e (pen.) Khazri | Arbitrage : Denis Dembélé     | Arbitrage : Denis Dembélé |
| 23 janvier 2017 · 20 h WAT · Historique des rencontres | Rapport                |         |                                                           | Arbitrage : Denis Dembélé     | Arbitrage : Denis Dembélé |

## Homme du match
| Match | Résultats | Résultats | Résultats | Homme du match        |
| ----- | --------- | --------- | --------- | --------------------- |
| 3     | Algérie   | 2 - 2     | Zimbabwe  | Riyad Mahrez          |
| 4     | Tunisie   | 0 - 2     | Sénégal   | Abdoulaye Diallo      |
| 11    | Algérie   | 1 - 2     | Tunisie   | Youssef Msakni        |
| 12    | Sénégal   | 2 - 0     | Zimbabwe  | Cheikhou Kouyaté      |
| 19    | Sénégal   | 2 - 2     | Algérie   | Islam Slimani         |
| 20    | Zimbabwe  | 2 - 4     | Tunisie   | Taha Yassine Khenissi |

## Buteurs et passeurs
| 2 buts - Riyad Mahrez - Islam Slimani - Sadio Mané (1 pénalty) - Naïm Sliti (1 pénalty) 1 but - Sofiane Hanni - Papakouli Diop - Kara Mbodj - Henri Saivet - Moussa Sow - Wahbi Khazri (1 pénalty) - Taha Yassine Khenissi - Youssef Msakni - Kudakwashe Mahachi - Nyasha Mushekwi (1 pénalty) - Knowledge Musona - Tendai Ndoro 1 but contre son camp - Aïssa Mandi (face à la Tunisie) | 2 passes décisives - Keita Baldé 1 passe décisive - Adlène Guedioura - Sofiane Hanni - Riyad Mahrez - Hamdi Nagguez - Naïm Sliti - Nyasha Mushekwi - Knowledge Musona - Danny Phiri |